# (7854) Laotse
(7854) Laotse (1076 T-3) – planetoida z pasa głównego asteroid okrążająca Słońce w ciągu 3,39 lat w średniej odległości 2,25 j.a. Odkryta 17 października 1977 roku.